# 河原崎権十郎 (2代目)
二代目 河原崎 権十郎（かわらざき ごんじゅうろう、1880年（明治13年）8月6日 - 1955年（昭和30年）1月11日）は、歌舞伎役者。本名は長谷 幸太郎。屋号は山崎屋。俳名に紫扇。
東京・日本橋の芝居茶屋の子として生まれる。九代目市川團十郎門人となり、明治18年（1885年）市川薫の名で新富座の『菅原伝授手習鑑・寺子屋』の菅秀才で初舞台。その後十一代目片岡仁左衛門門人となり下阪。明治38年（1905年）大阪弁天座で二代目市川権三郎を襲名する。
大阪での修業ののち帰京、大正8年（1919年）4月歌舞伎座で師匠の九代目團十郎の前名をおそって二代目河原崎権十郎を襲名。浅草の宮戸座、常盤座などの小芝居で活躍、『源平布引滝・実盛物語』の実盛や『神明恵和合取組』（め組の喧嘩）の辰五郎など、十五代目市村羽左衛門の当たり役を好んで演じ、しかも容貌や芸風までもが似ていたので「浅草の羽左衛門」と呼ばれ人気があった。それが縁で羽左衛門や六代目尾上菊五郎に目をかけられ大劇場に脇役で出演。晩年は菊五郎劇団に加わり老役や大阪での修業を活かした丸本物によい味を出した。三代目河原崎権三郎は長男。三代目河原崎権十郎は次男。

## 出演映画
- 鈴ケ森（1937年）
- 流転 第一部・炎／第二部・星（1937年）
- 残菊物語（1939年） - 五代目菊五郎 役
- 長脇差団十郎（1939年） - 清次郎 役
- 団十郎三代（1944年） - 市川海老蔵 役
- 大江戸五人男（1951年） - 山中平九郎／お菊 役